# Maurizio Delvecchio
Maurizio Delvecchio (Basilea, 22 maggio 1962) è un pittore italiano.

## Biografia
Maurizio Delvecchio nasce a Basilea Svizzera nel 1962 da una famiglia italiana. Sin da giovane è attratto dal disegno e dell'arte.  Rientrato in Italia, con i genitori, si diploma al Liceo Artistico di Ravenna. In questo periodo inizia a dipingere e a fare le prime mostre.
Nel 1985 si diploma presso l'Accademia di Belle Arti di Ravenna. Consegue il 1º premio del mensile "Arte" Giorgio Mondadori, nel 1998. Nel 2011 partecipa alla 54 Biennale di Venezia, Padiglione Italia.
Vive e lavora a Cesenatico.

## Attività
Le sue opere ritraggono figure femminili con sfondi particolari, oltre a paesaggi urbani e nature morte floreali. 
Maurizio Delvecchio si esprime con le tecniche dell'olio, oltre che con l'acquarello e le matite.

## Opere nei musei
- Museo d'arte di Avellino con l'opera su tela Il tramonto e l'attesa (2013).
- Museo permanente arte contemporanea di Amatrice (RI).